# فائق التشوه
فائق التشوه في الفيزياء النووية، تعتبر النواة فائقة التشوه إذ كانت بعيدة جدا عن كونها كروية الشكل، فتسمة النواة الإهليجية بفائقة التشوه فإذا كانت بالمحاوربنسبة 2:1:1. يكون التشوه الطبيعي بمحاور 1.3: 1: 1 تقريبًا. لكن هنالك بعض النوى من الممكن أن توجد في حالات فائقة التشوه .
أول حالات التشوه الفائق التي تمت ملاحظتها هي أيزومرات الانشطار، حيث أن حالات الدورات منخفض للعناصر في سلسلة الأكتينيد واللانثانيد. تتحلل القوة القوية بشكل أسرع بكثير من قوة كولوم، والتي تصبح أقوى عندما تفصل النواة عن 2.5 فيمتومتر؛ لهذا السبب تخضع هذه العناصر للانشطار التلقائي. في أواخر الثمانينيات، تمت الملحظة أن نطاقات دورانية عالية السرعة مشوهة في مناطق أخرى من الجدول الدوري. تشمل هذه العناصر (الروثينيوم والروديوم والبالاديوم والفضة والأوزميوم والإيريديوم والبلاتين والذهب والزئبق).
تحدث حالات التشوه الفائق بسبب مجموعة من العوامل العيانية والميكروسكوبية، والتي تعمل معا على خفض طاقاتها، وجعلها حدا أدنى ثابتا للطاقة كدلالة للتشوه. بالميكروسكوب، يمكن وصف النواة بنموذج القطرة السائلة .تكون طاقة القطرة السائلة كدليل للتشوه كحد أدنى للتشوه الصفري، بسبب مصطلح التوتر السطحي. ومع ذلك، قد يصبح المنحنى ناعمًا فيما يتعلق بالتشوهات العالية بسبب تنافر كولوم (خاصة بالنسبة لأيزومرات الانشطار، التي لها ارتفاع Z) وأيضًا، في حالة الدوران العالي، بسبب زيادة عزم القصور الذاتي. فعند تعديل هذا السلوك العياني، ينتج عنه تصحيح القشرة المجهري أرقام سحرية مشوهة للغاية مماثلة للأرقام السحرية الكروية. بالنسبة إلى النوى القريبة من هذه الأرقام السحرية، فإن تصحيح الغلاف يخلق الحد الأدنى الثاني في الطاقة كدليل للتشوه.
*حتى الحالات الأكثر تشوهًا (3: 1) تسمى تشوه مفرط.